# Cappello a cono di paglia

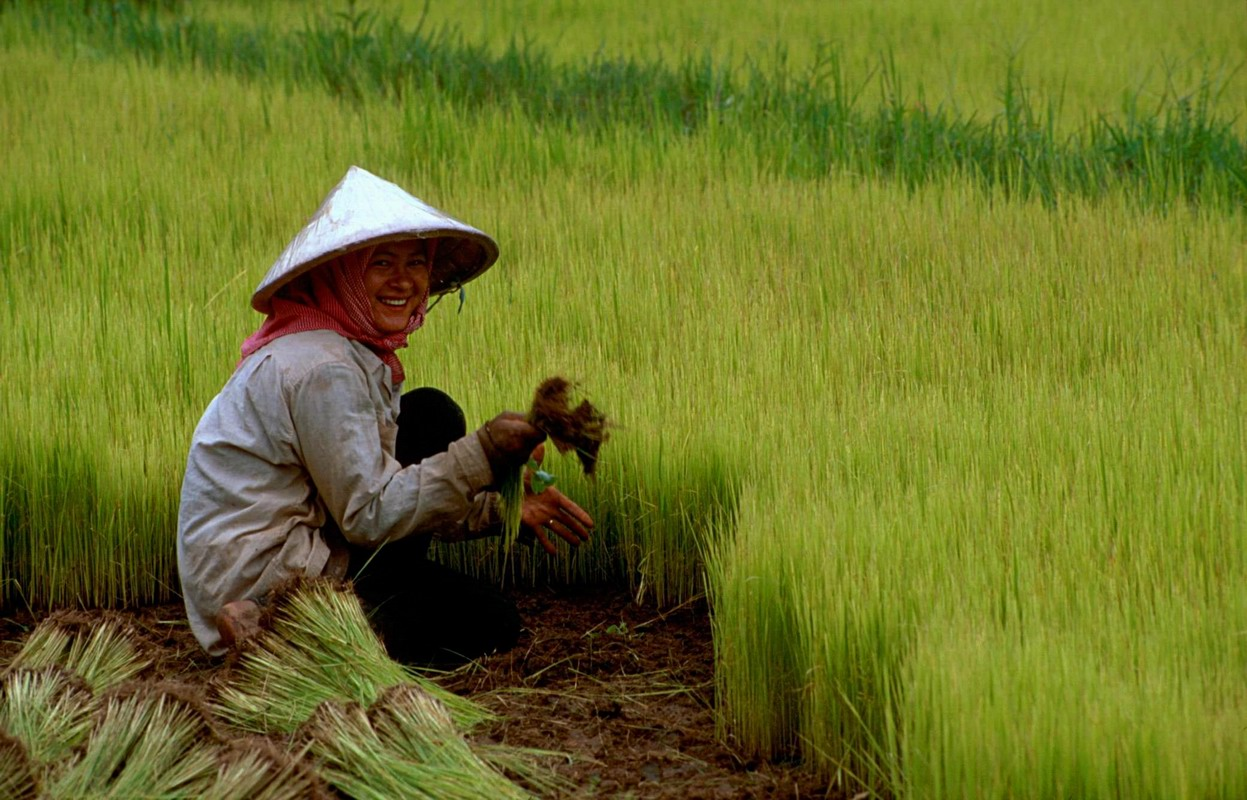
Contadino in Cambogia con un cappello a cono di paglia.

Il cappello a cono di paglia, chiamato dǒu lì (斗笠S, lett. "cappello di bambù") in Cina e Taiwan, satgat (삿갓?) in Corea, sugegasa (菅笠?) in Giappone, nón lá (cappello di foglie) in Vietnam, è un tipo di cappello di paglia originario dell'est e sud-est asiatico. Ha una forma conica e viene fissato mediante una stringa di tessuto che passa sotto il mento, spesso di seta; all'interno è presente un'altra fascia che non lo fa muovere sulla testa. Questo cappello viene usato essenzialmente come protezione dal sole e dalla pioggia, specialmente da chi lavora nei campi di riso.
Data la forma particolare, è diventato quasi un sinonimo dell'Asia e degli asiatici in generale.
In passato esisteva una versione militare del cappello in Giappone, lo jingasa (陣笠), che era un elmetto fatto con pelle laccata indurita.